# Списак острва у Босни и Херцеговини
Острва (површине веће од од 1 км²), острвца (мање од 1 км² и веће од 0.01 км²) босанскохерцеговачког дијела Јадрана поређани према површини

## Острва и острвца босанскохерцеговачког дијела Јадранског мора
- Велики Шкољ
- Мали Шкољ